# Búfalo blanco

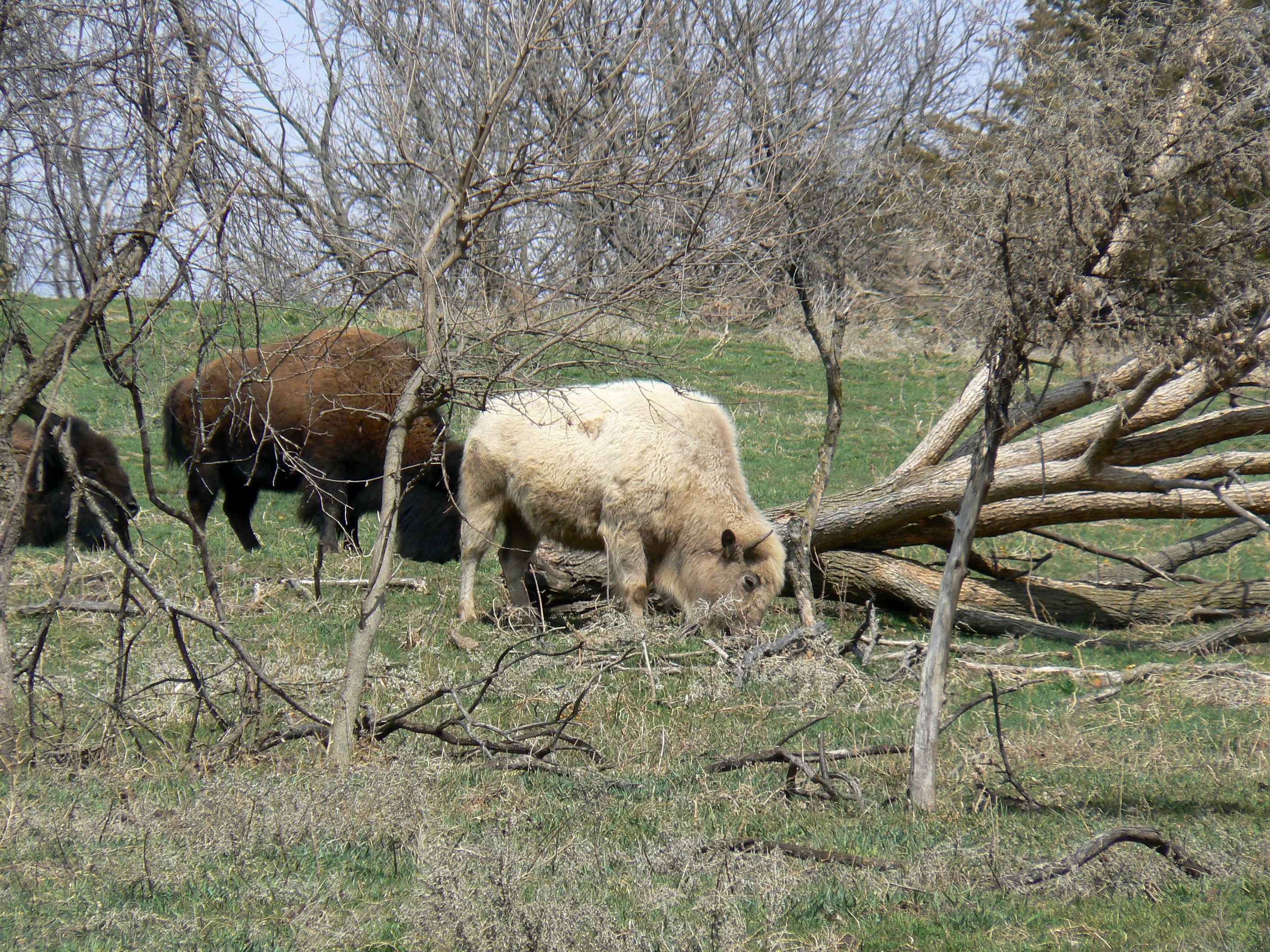
Una búfalo blanco en la Reserva y Safari Lee G. Simmons en Ashland, Nebraska. Este animal no es un verdadero búfalo blanco, sino 1/16 de ganado Charolais. Su piel se oscurecerá al crecer.

Un búfalo blanco o bisonte blanco es un bisonte americano de piel blanca, considerado sagrado o espiritualmente significativo en varias religiones de los nativos estadounidenses; así, esta clase de búfalos son a menudo visitados para orar y practicar otros rituales religiosos. La piel de búfalo es casi siempre marrón y su piel marrón oscuro o negro; no obstante, los búfalos blancos pueden ser resultado de una de varias condiciones físicas:
- Pueden ser albinos, en cuyo caso quedarán sin pigmento de por vida, por lo que también pueden tener problemas de oído y vista.
- Pueden ser leucisticos, con piel blanca, pero ojos azules en vez de rosas como sucede en los albinos.
- Pueden poseer una rara condición genética que causa que un búfalo nazca blanco, pero se vuelva marrón dentro de un año o dos al madurar.
- Pueden ser beefalos, un cruce bisonte–ganado, por lo que la coloración blanca es heredada de su ancestro ganado.

Un búfalo blanco es extremadamente raro; la Asociación Nacional del Bisonte ha estimado que sólo ocurre una vez cada 10 millones de nacimientos.

## Mitología
La sacralidad del búfalo blanco se encuentra relacionada con la primacía del bisonte americano como fuente de recursos alimenticios y económicos de los indígenas de las grandes llanuras de Estados Unidos, así como con el mito de la mujer búfalo blanco espíritu sagrado y heroína cultural para muchos pueblos, en especial para los Sioux, quien entregó los principales ritos sagrados en un tiempo ancestral. Tras la visita de este personaje mítico, se despide transfigurándose en un búfalo que cambió de color en cuatro ocasiones, siendo el último uno de color blanco y prometiendo regresar cuando otro búfalo blanco viniera.

## Búfalos blancos destacados
- En 1833, un bisonte blanco fue sacrificado por los Cheyenne. Los Cheyenne mataron este bisonte blanco durante una lluvia de estrellas de Leónidas (La noche en que las estrellas caen) y redactaron un tratado de paz y de comercio sobre su piel. El acontecimiento fue documentado por el historiador Josiah Gregg y otros viajeros en el Camino de Santa Fe.[2]

- El 7 de octubre de 1876, un cazador de búfalos llamado J. Wright Mooar mató una búfalo blanco en la desembocadura del río Deep Creek en las cercanías de Snyder, Texas. Retuvo la piel del animal durante toda su vida, no obstante que, según algunos reportes, Teddy Roosevelt le ofreció $5000 dólares por la piel.

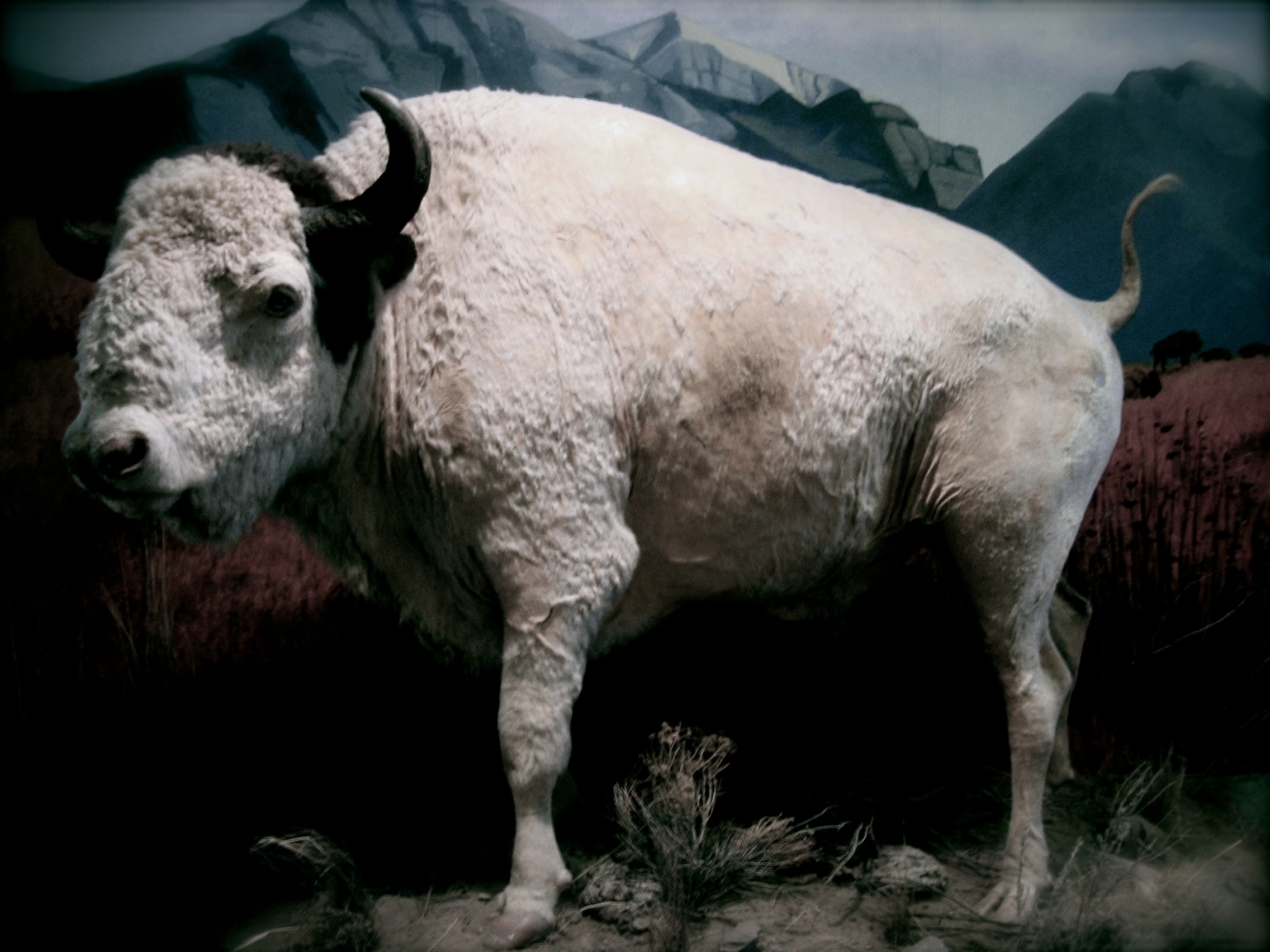
Big Medicine (Gran Medicina) en una exhibición en el museo de la Sociedad Histórica de Montana.

- Un bisonte llamado Gran Medicina (1933–1959) nació silvestre en el Santuario Nacional del Bisonte en la Reserva India de los Flathead en Montana. El nombre de "Gran Medicina" fue escogido debido al poder sagrado atribuido a los bisontes blancos. Tras su muerte, en 1959, su cuerpo fue preservado y actualmente se exhibe en la Sociedad Histórica de Montana en Helena.[2][3]

- Un búfalo blanco fue videograbado en el Centro Ártico de Pruebas del Ejército de EE. UU., Fort Greely, Alaska.

- Una hembra llamada Miracle (Milagro), nació en la granja familiar de Dave, propiedad de Valerie y Corey Heider cerca de Janesville, Wisconsin el 20 de agosto de 1994. Su piel cambió totalmente a marrón cuando maduró y alumbró cuatro terneros antes de morir de causas naturales el 19 de septiembre de 2004. Además, un becerro nacido en la granja Heider en 1996 murió a los 4 días de haber nacido. Un tercer ternero blanco nació en agosto de 2006 el cual murió después de ser fulminado por un rayo en noviembre del mismo año.[2] Kathleen Buerer escribió una memoria sobre sus 1994 visitas a Miracle: "By the Side of the Buffalo Pasture".[4]

- El rancho Spirit Mountain donó una manada de búfalos blancos a la Iglesia Sagrada Paz Mundial y Alianza (Sacred World Peace Church and Alliance) habiendo criado cinco generaciones de búfalo blanco a partir de una hembra blanca, casi todos con padres marrones.[5] Para el 16 de junio de 2012, el rebaño incluía quince búfalos blancos:
  - Miracle Moon (hembra, nacida el 30 de abril de 1997), cría de Big Momma (marrón). A Miracle Moon (el primer espécimen blanco de esta línea) se le realizó una prueba de ADN demostrándose que es 100 % bisonte (búfalo).
  - Rainbow Spirit (hembra, nació el 8 de junio de 2000, cría de Miracle Moon).
  - Mandela Peace Pilgrim (hembra, nació el 18 de julio de 2001, cría de Miracle Moon).
  - Arizona Spirit (macho, nació el 1 de julio de 2002, cría de Miracle Moon).
  - Sunrise Spirit (hembra, nació el 22 de mayo de 2004, cría de Mandela Peace Pilgrim).
  - Spirit Thunder (macho, nació el 27 de mayo de 2004, cría de Rainbow Spirit).
  - Chief Hiawatha (macho, nació el 16 de mayo de 2005, cría de Miracle Moon).[2]

- El Parque de Búfalos y Zoológico Tupelo en Tupelo, Misisipi, posee un búfalo blanco llamado Tukota ("Too-ko-ta").[6]

- Un búfalo blanco macho llamado Spirit of Peace nació el 17 de abril de 2005, en el Rancho de Bisontes Blatz en Fort St. John, Columbia Británica. Spirit of Peace murió el 1 de junio del mismo año, probablemente como resultado de su nacimiento prematuro.[2]

- Un búfalo blanco hembra nació en Shelbyville, Kentucky el 3 de junio de 2005 en Buffalo Crossing, un rancho de búfalos y centro turístico. Fue nombrada Cante Pejute (Corazón de Medicina en idioma Lakota) en una ceremonia tradicional dirigida por Steve McCullough, un Lakota/Shawnee de Indiana.[7]

- Un macho llamado Blizzard nació en marzo de 2006 en la granja de un granjero anónimo, quién hizo los arreglos para transportar el búfalo al Zoológico Assiniboine en Winnipeg, Manitoba en reconocimiento de su importancia espiritual para los indígenas.[2]

- Un tercer búfalo blanco nació en la granja Heider (la misma donde nació la búfalo Miracle, mencionada más arriba) el 25 de agosto de 2006. El macho fue nombrado Miracle's Second Chance y no estaba emparentado con Miracle. La familia Heider planeaba cruzar el macho con los descendientes de Miracle, pero durante una tormenta, el 26 de noviembre de 2006, cinco búfalos de la granja Heider fueron fulminados por un rayo, incluyendo a Miracle's Second Chance.

- Lightning, anteriormente conocido como Kenahkihinén (Kĕ-Nah‛-Ki-Nĕn, del idioma Lenape que significa 'Cuidanos'), un búfalo blanco macho, nació el 12 de noviembre de 2006, en el Bosque-Zoológico de Farmington, Pensilvania.[8]

- El 31 de mayo de 2008, un tercer ternero blanco nació de una búfalo marrón de dos años en el Museo Nacional del Búfalo, en Jamestown, Dakota del Norte.[9]

- El 12 de mayo de 2011, una búfalo blanco macho llamado Lightning Medicine Cloud (Wakinya Pejuta Mahpiya en Lakota) nació cerca de Greenville, Texas durante una tormenta en el rancho de Arby Little Soldier.[10] En mayo de 2012, justo un año después de su nacimiento, Lightning Medicine Cloud fue encontrado muerto, mientras que su madre fue encontrada muerta al día siguiente.[11] Una necropsia determinó que murieron de causas naturales por una bacteria llamada blackleg.[12] En abril de 2012, el padre de Lightning Medicine Cloud fue muerto al ser alcanzado por un rayo.[13]

- El 16 de junio de 2012, una búfalo macho blanco nació en una granja de Goshen, Connecticut propiedad de Peter Fay. El becerro fue llamado temporalmente Tatanka Ska ("búfalo blanco" en Lakota).[14] Cuatro ancianos de la tribu Oglala Sioux, junto con Fay y miembros de las comunidades Lakota, Seneca, Mohawk y Cayuga, celebraron una ceremonia tradicional para darle nombre al búfalo el 28 de julio en la granja; el búfalo fue nombrado Yellow Medicine Dancing Boy.[15] Fay informó que cuidaría del búfalo en lugar de venderlo como carne.[16][17]

- El 4 de julio de 2012, un búfalo blanco hembra llamada "Baby" nació en el rancho de Steve y Carol Sarff en Avon, Minnesota. Murió el 20 de julio del mismo año.[18]

## En la cultura popular

Bandera de Wyoming

- Una silueta blanca de un bisonte se puede ver en la bandera del estado de Wyoming. El bisonte es el mamífero estatal y se encuentra marcado con el Gran Sello de Wyoming. El blanco representa pureza, rectitud y es uno de los colores de la bandera de Estados Unidos.[19]
- Un búfalo blanco a la carga sobre un par de espadas cruzadas es el logotipo del equipo de la NHL los Buffalo Sabres. Una cabeza de búfalo blanco fue utilizada de 1996 a 2006.
- El músico estadounidense de hard rock, Ted Nugent, tiene una canción de su autoría llamada "Gran Búfalo Blanco", aludiendo tanto a la criatura como a los conflictos frecuentes entre las tribus indígenas y los pioneros estadounidenses. La pista aparece en álbumes como el de 2009 Playlist: The Very Best of Ted Nugent.

- En 1977 se estrenó la película "The White Buffalo", en España "El desafío del búfalo blanco", dirigida por J. Lee Thompson y protagonizada por Charles Bronson, sobre un búfalo blanco que atemoriza a los indios de Wyoming.